# 立憲民主黨 (日本2020年)
立憲民主黨（日语：／ rikken minshu tō），官方簡稱民主黨，媒體報導中簡稱立民、立憲或立憲民主，是2020年成立的日本政黨，由當時兩個主要在野黨国民民主党及立憲民主黨組成「立憲民主・國民・社保・無黨籍論壇」聯合黨團改組合併而成，黨名則沿用後者的名稱。現時為日本國會最大在野黨和最大反對黨，在參眾兩院的席次均僅次於執政黨自民黨。是市民聯盟的一員和主要勢力，亦與左派相關的政黨在選舉及國會活動上存在合作關係。

## 背景

### 與日本民進黨的淵源
兩個參與2020年9月合併的主要在野黨，均和2016年成立的民進黨有關。於2017年第48屆日本眾議院議員總選舉前夕，民進黨代表（党魁）前原诚司提议的与希望之党合并方案获得了通过。但希望之党方面表示会对民进党候选人先作甄选，偏左的自由派人士不会被吸纳进入希望之党，以民进党代表代行枝野幸男为首的自由派议员因此决定另组新党立宪民主党。餘下20多名未有加入兩党的眾議員則以無黨籍身份參選。
當時立憲民主黨提出与共产党和社民党合作，联手对抗執政自民党，并得到了两党的积极回应，結果立憲民主黨於選舉中取得55席成為最大反對黨。而希望之党則只取得50席。部分保留民進黨籍的議员在选举后成立了院内会派“無黨籍之會”（其後演變為重建社會保障國民會議），民進黨在10月30日的國會兩院議員總會中決定讓黨存續。
至2018年，希望之黨主要成員和民进党合併為国民民主党，但以前首相野田佳彦为首的27位国会议员已递交退党申请，明确表示不加入国民民主党，其中10人申请加入立宪民主党并获得批准，而希望之党亦有部分成員未有加入。
於兩黨合併前，立憲民主黨、國民民主黨及重建社會保障國民會議便在眾議院組成了「立憲民主・國民・社保・無黨籍論壇」聯合黨團。本黨大部分的黨籍議員都是前民進黨籍議員。

### 正式合併
至2020年8月19日，「立憲民主・國民・社保・無黨籍論壇」聯合黨團宣佈組成新黨，國民民主黨與立憲民主黨宣布兩黨將各自解散，於9月初合併組成新政黨。兩黨合共有149名國會議員將加入新政黨，其中眾議員106人、參議員43人。149名國會議員包括立憲民主黨88人、國民民主黨40人、無黨籍21人，而無黨籍人士當中，包括前日本首相野田佳彥。
不過，當時的國民民主黨代表玉木雄一郎就被傳出拒絕加入新政黨並可能另立門戶，及後表明會和其他14名國民黨議員另組新國民民主黨。

## 事件

### 第一屆代表選舉及命名投票
於2020年9月10日大會，新政黨進行大會，由149名國會議員投票選出第一任代表（黨魁）及決定黨名。第一任代表選舉有兩名候選人，分別是國民民主黨政務調查會長泉健太及舊立憲民主黨代表枝野幸男參選。結果枝野獲得107票、泉42票，由枝野當選新政黨的代表，任期2年至2022年9月底為止。黨名方面，枝野建議的黨名是「立憲民主黨」、泉建議的黨名是「民主黨」；最終「立憲民主黨」獲94票、「民主黨」54票，沿用了「立憲民主黨」的名稱。

## 政策立场
以下描述是根据该党公布的纲领和“基本政策”编写的。

### 政治
- 进行基于立宪主义的民主政治。[29]
- 在象征天皇制度下，坚持日本国宪法提出的“国家主权”、“尊重基本人权”、“和平主义”。[30]
  - 关于天皇制，为了稳定继承皇位和创建女性宫家，将进行全国性的讨论。[29]
- 从深化立宪主义的角度出发，进行面向未来的宪法讨论。[29]
- 执行适当的政治和行政财政改革。
- 贯彻切实有效的档案管理和信息公开，建设透明公正的可信政府。
  - 推进建立防篡改和隐瞒机制，包括扩大公文对象。[29]
- 建立真正的地方自治，尊重多种主体的自治，允许地方责任和创造性的自主。
  - 根据「互补性原则」和「邻近性原则」，尽可能将权力和财政资源移交给身边的地方政府，以进行地方分权和地区主权改革。[29]

### 社会
- 争取一个尊重人权的自由社会，反对一切形式的歧视。[31]
  - 确立性别平等，建立一个不因性取向、性别认同、残疾与否、就业形式、家庭结构等而受到歧视的社会。[31]
  - 引入选择性夫妻不同姓氏。取消仅限于束缚女性的禁止再婚期。[31]
  - 使同性婚姻成为可能。[31]
  - 打击互联网上的歧视和诽谤。[31]
- 承认多样性，建设相互支持的和谐社会。[31]
  - 审查以固定性别角色分工为前提的税收和社会保障制度，推动从户主单位向个人单位转变。[31]
- 在珍惜日本文化和艺术的同时，与世界各地的多样文化进行交流，谋求振兴广泛的文化艺术活动。[31]
  - 在保护工艺、艺能、祭典等传统文化和培养后继者的同时，推进电影、音乐、动漫、漫画等广泛领域的振兴和资助。[31]
  - 创造条件，使所有人，不论是否残疾，终身享受文化艺术和体育运动。[31]
- 在为科学技术发展作出贡献的同时，努力建设一个人的信息和权利得到保护、个人生活不受侵犯的社会。[31]
- 为了转变东京的集中化，将通过整顿居家就业和税制上的支援措施，促进从城市到农村的移民和定居。[31]

### 环境与能源
- 建设以区域特色可再生能源为基础的分布式能源社会，尽早实现核电撤销。[32]
  - 不再新建或增建核电站，而是力争迅速关闭所有核电站并决定关闭反应堆。[32]
  - 进行东日本大地震引发的东京电力福岛第一核电站事故的验证。制定切实有效的撤离计划，在没有当地协议的情况下不允许重新启动核电站。[32]
  - 大力推动应对气候危机，力争到2030年达到50% 左右的可再生能源发电比例，到2050年达到碳中和。[32]
- 实现生物多样性、自然环境和谐，建设可持续发展社会。[32]
  - 为了向废物管理转变，我们将减少对环境的排放，包括控制一次性塑料的使用。[32]
  - 促进世界标准的动物福利和福祉，遏制虐待动物。[32]

### 经济
- 重视“对人的投资”，不要陷入过度的自我责任论，通过公平分配消除不平等，建立“每个人都能感受到幸福的社会”。[33]
  - 打造分散、分权、内需驱动的经济，实现持续经济增长和恢复厚实的中产阶级。[33]
  - 通过提高工资扩大个人消费机会和消费能力，建立经济良性循环。[33]
- 以企业持续增长和国民稳定的资产形成为目标，通过异次元宽松实现财政融资化的货币政策正常化。[33]
- 维护《中小企业宪章》的理念，帮助中小企业提高生产力，创建新企业、创业和继承业务。[33]
- 加强消费者行政和保护消费者，加强消费生活咨询，加强对消费者团体的支持，同时探讨防止消费者损失和恢复损失的新制度。[33]
- 我们的目标是建立一个能够确保食物、能源和生存所必不可少的服务的经济。[33]
  - 推动提高粮食自给率和地产地消。[33]
  - 为了提高农业、林业和渔业从业人员的收入和创造就业机会，我们将推动恢复和扩大农民家庭收入补偿制度，并促进第六次工业化。[33]
  - 打击外国渔船非法捕捞和管理渔获量，确保和保护海洋和水产资源，稳定渔业经营。[33]
- 扩充对大学、研究机构、民间企业的研发支援和投资减税等，在力争成为世界最高技术立国的同时，致力于确保基础研究的预算和改善研究者的待遇。[33]

### 福利
- 建立可持续和可靠的社会保障。[34]
  - 扩大“基本服务”，包括医疗、长期护理、残疾人福利、儿童保育、教育和课后儿童俱乐部，以应对最不发达和老龄化的社会。[34]
  - 改善护理人员、残疾福利工作人员和幼儿园教师的待遇，支持他们的职业发展。致力于控制离职。[34]
- 我们将通过加强预防性医疗和康复服务来延长健康寿命，同时加强癌症和心血管疾病控制措施，并扩大不治之症的措施。[34]
- 为出租房屋提供租金补贴。[34]

### 教育
- 确保终身学习和挑战的机会，实现灵活选择工作方式和生活方式的安全社会。[35]
- 在整个社会中支持儿童的发展，创造一个有需要的人可以安心生育和抚养孩子的社会。
- 通过小学、中学的学校供餐免费化、没有收入限制的高中学费免费化、扩大大学学费减免、补助型奖学金等修学支援制度的大幅度扩充，减轻父母的教育负担，防止家庭教育及其儿童贫困。[35]

### 劳动
- 雇佣合同以无限期直接雇佣为原则。[36]
- 实现同等价值工作同等报酬。修改工人派遣制度，将对象限定为真正具有专业性的职业。[36]
- 采取措施强制执行工作间隔（休息时间）和提高带薪休假的比例。推行工作守则教育。[36]
- 扩大对中小型和微型企业的支持，同时大幅提高最低工资。旨在缩小男女工资差距。[36]
- 彻底禁止工作场所一切形式的性骚扰、虐待、职权骚扰、欺凌等骚扰，并加强防范措施。[36]

### 危机管理
- 在发生灾害和传染病等社会危机时，建立切实发挥作用的有执行力的政府，致力于东日本大地震等灾后的重建工作。
  - 推动老年人和残疾人等从制定疏散计划和防灾教育阶段开始参与的“包容性防灾”，加强对抗灾害弱势群体的措施。[37]
  - 根据福岛第一核电站事故安全委员会的规定，对于难以返回的地区，将努力解除撤离指示。[37]
  - 为了振兴东北地区，将推进新产业的引进和创造、新人才的引进等。[37]
- 反对赌场项目，因为担心赌博成瘾患者增加，治安和风纪紊乱。[37]

### 外交和安全
- 坚持国际合作和专守防卫，推行务实的外交和安全政策。[38]
  - 在自由、民主、法治和尊重基本人权的前提下，在国际秩序和国际法各项原则的基础上开展积极的缔造和平外交。[38]
  - 应对灰色地带的事态发展，包括提高海岸警卫队的能力，并考虑制定新的法律。[38]
  - 提高在网络、空间、电磁波等新领域的应对能力。[38]
  - 坚持核裁军非核三原则，与世界合作，维持和加强不扩散核武器条约，争取实现有效的核裁军和核裁军反核运动。[38]
- 以健全的日美同盟为轴心，力争与包括邻国和亚洲国家在内的世界各国合作。[38]
- 致力于解决朝鲜绑架、核开发和导弹发射问题。[38]
- 致力于解决竹岛问题、南千岛群岛问题等领土问题。[39]
- 关于冲绳基地问题，在保持威慑力的同时，将推进减轻美军基地负担和修改冲绳基地日美地位协定。[40]
  - 为了尊重冲绳的民意，边野古移设工程因为地基松软等问题已明朗，而会被中止。重新考虑冲绳基地的现状，敦促美国重新谈判。[40]
- 在联合国等其他国际合作框架的基础上，应对气候变化等全球性挑战，为国际社会的持久和平与繁荣作出贡献。[41]
  - 推动人道主义援助、经济合作等，以消除核武器为目标，实现无核化人类安全。[41]
  - 追求“开放的国家利益”，不仅与本国，而且与其他国家一起享受利益。[41]

## 歷任代表
| 屆數 | 姓名 | 姓名     | 任期                          | 備註 |
| ---- | ---- | -------- | ----------------------------- | --- |
| 1    |      | 枝野幸男 | 2020年9月15日－2021年11月30日 | 日本东北大学法学部毕业。律师出身，曾任内阁府特命担当大臣（行政刷新担当）、民主党干事长、民主党政策调查会长、内阁官房长官兼内阁府特命担当大臣（冲绳及北方对策担当）、经济产业大臣等职。 |
| 2    |      | 泉健太   | 2021年11月30日－2024年9月23日 | 日本立命館大學法學部畢業。法學士出身，曾任民主黨參議院議員福山哲郎秘書、國民民主黨國會對策委員長、立憲民主黨政務調査會長、眾議院議員等職。                                             |
| 3    |      | 野田佳彦 | 2024年9月23日－               | 日本早稲田大学政治経済学部畢業。曾任第95任內閣總理大臣、財務大臣、民主黨代表、眾議院議員等職。                                                                                         |

## 外部鏈結
- 官方网站（日語）